# César Batalla
César Batalla (n. Manta, Manabí, Ecuador; 20 de junio de 1996) es un futbolista ecuatoriano. Juega de defensa y su equipo actual es Daquilema Fútbol Club de la Segunda Categoría de Ecuador.

## Trayectoria
Empezó su carrera futbolística en el equipo mantense en el año 2012, se formó e hizo las formativas en su ciudad natal y en Liga Deportiva Universitaria, la sub-14, la sub-16, la sub-18 en 2010. Tuvo un paso por el Club Deportivo La Paz de la Segunda Categoría de Manabí, en la sub-20 y luego en el equipo principal.
En febrero de 2012 retornó a las reservas de Liga y en 2015 fue promovido al primer plantel, entre esa temporada y la 2016 estuvo en el banco de los suplentes en 3 partidos sin acumular minuto alguno. En 2017 es cedido a préstamo al América de Quito, el cebollita recién había logrado el ascenso a la Serie B. Marcó su primer gol en torneos nacionales el 30 de agosto de 2017 en la fecha 29 del torneo, convirtió el segundo gol con el que América empató con Gualaceo Sporting Club como local por 3–3.
En 2018 llega al Club Deportivo El Nacional donde bajo el mando de Eduardo Favaro tuvo su debut en el primer equipo en la máxima categoría del fútbol ecuatoriano el 17 de febrero de 2018, en el partido de la fecha 1 de la primera etapa 2018 ante el Club Sport Emelec, fue titular aquel partido que terminó en victoria eléctrica por 1–2. 
En la temporada 2019 llega a Fuerza Amarilla Sporting Club con la consigna de salvar la categoría. En la fecha 24 de la LigaPro Banco Pichincha anotó un autogol contra Sociedad Deportiva Aucas. En 2020 retorna al América de Quito para disputar la Serie B.
A nivel internacional Conmebol debutó con El Nacional en la Copa Sudamericana 2018 en el partido de la segunda fase ante Defensa y Justicia de Argentina.

## Estadísticas

### Clubes
Actualizado al último partido disputado el 6 de julio de 2023.
| Club                                   | Div.          | Temporada     | Liga  | Liga  | Copas nacionales | Copas nacionales | Copas internacionales | Copas internacionales | Total | Total |
| Club                                   | Div.          | Temporada     | Part. | Goles | Part.            | Goles            | Part.                 | Goles                 | Part. | Goles |
| -------------------------------------- | ------------- | ------------- | ----- | ----- | ---------------- | ---------------- | --------------------- | --------------------- | ----- | ----- |
| Liga Deportiva Universitaria · Ecuador | 1.ª           | 2015          | 0     | 0     | —                | —                | —                     | —                     | 0     | 0     |
| Liga Deportiva Universitaria · Ecuador | 1.ª           | 2016          | 1     | 1     | —                | —                | —                     | —                     | 1     | 1     |
| Liga Deportiva Universitaria · Ecuador | Total club    | Total club    | 1     | 1     | 0                | 0                | 0                     | 0                     | 1     | 1     |
| América de Quito · Ecuador             | 2.ª           | 2017          | 41    | 2     | —                | —                | —                     | —                     | 41    | 2     |
| América de Quito · Ecuador             | 2.ª           | 2020          | 16    | 0     | —                | —                | —                     | —                     | 16    | 0     |
| América de Quito · Ecuador             | Total club    | Total club    | 57    | 2     | 0                | 0                | 0                     | 0                     | 57    | 2     |
| El Nacional · Ecuador                  | 1.ª           | 2018          | 22    | 0     | —                | —                | 1                     | 0                     | 23    | 0     |
| El Nacional · Ecuador                  | Total club    | Total club    | 22    | 0     | 0                | 0                | 1                     | 0                     | 23    | 0     |
| Fuerza Amarilla · Ecuador              | 1.ª           | 2019          | 19    | 0     | 0                | 0                | —                     | —                     | 19    | 0     |
| Fuerza Amarilla · Ecuador              | Total club    | Total club    | 19    | 0     | 0                | 0                | 0                     | 0                     | 19    | 0     |
| Atlético Porteño · Ecuador             | 2.ª           | 2021          | 14    | 0     | —                | —                | —                     | —                     | 14    | 0     |
| Atlético Porteño · Ecuador             | Total club    | Total club    | 14    | 0     | 0                | 0                | 0                     | 0                     | 14    | 0     |
| Manta F. C. · Ecuador                  | 2.ª           | 2022          | 32    | 1     | 3                | 0                | —                     | —                     | 35    | 1     |
| Manta F. C. · Ecuador                  | 2.ª           | 2023          | 8     | 0     | —                | —                | —                     | —                     | 8     | 0     |
| Manta F. C. · Ecuador                  | Total club    | Total club    | 40    | 1     | 3                | 0                | 0                     | 0                     | 43    | 1     |
| Daquilema F. C. · Ecuador              | 3.ª           | 2023          | 0     | 0     | —                | —                | —                     | —                     | 0     | 0     |
| Daquilema F. C. · Ecuador              | Total club    | Total club    | 0     | 0     | 0                | 0                | 0                     | 0                     | 0     | 0     |
| Total carrera                          | Total carrera | Total carrera | 153   | 4     | 3                | 0                | 1                     | 0                     | 157   | 4     |
| 1. 2.                                  |               |               |       |       |                  |                  |                       |                       |       |       |

### Participaciones internacionales
| Torneo                 | Club        | Resultado    |
| ---------------------- | ----------- | ------------ |
| Copa Sudamericana 2018 | El Nacional | Segunda fase |

## Vida privada
Es hermano mayor del también futbolista Hancel Batalla.